# Year of tha Boomerang
 (mars 2017).
Si vous disposez d'ouvrages ou d'articles de référence ou si vous connaissez des sites web de qualité traitant du thème abordé ici, merci de compléter l'article en donnant les références utiles à sa vérifiabilité et en les liant à la section « Notes et références ».
Year of tha boomerang est la dernière piste de l'album Evil Empire du groupe de rap metal Rage Against the Machine et dure 4 minutes.
Cette chanson, avant d'apparaître sur cet album, est apparue au générique du film Higher Learning sorti en 1994, et plus tard le groupe a décidé de l'inclure sur Evil Empire.
Elle traite de sexisme, de racisme et de colonialisme : en effet le premier et le deuxième couplet sont les mêmes et traitent de Dachau, le camp de concentration tristement célèbre pour avoir accueilli des Juifs, Gitans.
Certaines paroles sont révélatrices de ceci puisqu'il est dit clairement que l'on sépare les gens en bonne santé des malades ; des expériences sont effectuées sur les Juifs et sur d'autres personnes.
La chanson est chantée du point de vue d'un prisonnier étant donné qu'il crie de l'intérieur (« now I'm screamin from within cause I'm locked in a cell »).
Il y a également un des vers de la chanson qui dit que « le pouvoir au peuple parce que les chefs ont le droit de vivre et moi celui de mourir ».
L'idée de se révolter et de partir de cet endroit est annoncée aussi dans le morceau (« So I grip tha cannon like Fanon and pass tha shells to my classmates », Alors j'empoigne le canon comme Fanon et je passe les munitions à mes camarades de classe).